# Marco Antonio Corcuera
Marco Antonio Corcuera Díaz (Contumazá, 19 de noviembre de 1917 - Trujillo, 9 de septiembre de 2009) fue un poeta peruano, editor fundador de los Cuadernos Trimestrales de Poesía y creador del Premio El Poeta Joven del Perú.

## Biografía
Marco Antonio Corcuera Díaz nació en Contumazá (Cajamarca) el 19 de noviembre de 1917. Es hijo de doña Teodosia Díaz Alfaro y del jurista Oscar E. Corcuera Florián. Fue hermano del también poeta Arturo Corcuera.
Cursó los estudios primarios en el Colegio Centro Viejo (hoy Pedro M. Ureña),  Trujillo; y los  secundarios en el sesquicentenario Colegio Nacional San Juan de Trujillo (Promoción Luz, 1935). Estudió Letras en la Universidad Nacional de Trujillo y Derecho en la Universidad Nacional Mayor de San Marcos. 
En 1940 obtuvo una Mención Honrosa en los Juegos Florales Universitarios de la Universidad Nacional Mayor de San Marcos, distinción recibida de manos de “El poeta de la juventud”, José Gálvez Barrenechea.
En 1941 editó en la ciudad de Lima los primeros números de Cuadernos Trimestrales de Poesía, con un grupo de poetas conformado por Julio Garrido Malaver,  Mario Florián Díaz, Luis Carnero Checa, Guillermo Carnero Hoke, Eduardo Jibaja, autodenominándose "Poetas del pueblo".
En 1950 editó en la ciudad de Trujillo, la segunda versión de Cuadernos Trimestrales de Poesía, conjuntamente con los poetas Horacio Alva Herrera, Wilfredo Torres Ortega, Carlos Humberto Berríos y Héctor Centurión Vallejo, tomando el nombre de Grupo de Cuadernos Trimestrales de Poesía.
En 1955 contrajo matrimonio con doña Celia Magdalena García Granados, con quien tuvo cuatro hijos: Marco Antonio Martín, César Justo Abraham, Justo Paúl Iván y Julio Guillermo Rafael.
En 1958 fue nombrado regidor de Cultura en el gobierno municipal del Dr. Teodoro Zavaleta. Con un grupo de intelectuales trujillanos (Andrés Ulises Calderón, Virgilio Rodríguez Nache, Víctor Ganoza Plaza, Fernando Ganoza Plaza, José Félix de la Puente y Julio Garrido Malaver) funda la primera Casa de la Cultura, ejerciendo la dirección de la misma hasta en tres oportunidades. La primera en triunvirato Marco Antonio Corcuera, Víctor Ganoza Plaza y José Félix de la Puente.
En 1960 creó el prestigioso concurso nacional quinquenal  “El poeta joven del Perú”, alcanzando 9 ediciones ininterrumpidas. Entre los ganadores de este concurso destacan los poetas Javier Heraud, César Calvo y José Watanabe. 
En 1967 editó conjuntamente con Eugenio Buona, los  Cuadernos Semestrales de Cuento, publicándose cinco números.
En 1982, fue cofundador del Instituto de Estudios Vallejianos de la Universidad Nacional de Trujillo.
En 1985 fue designado Director del Instituto Nacional de Cultura – Filial La Libertad por un período de cinco años.
Falleció en Trujillo el 9 de septiembre de 2009.

## Obras

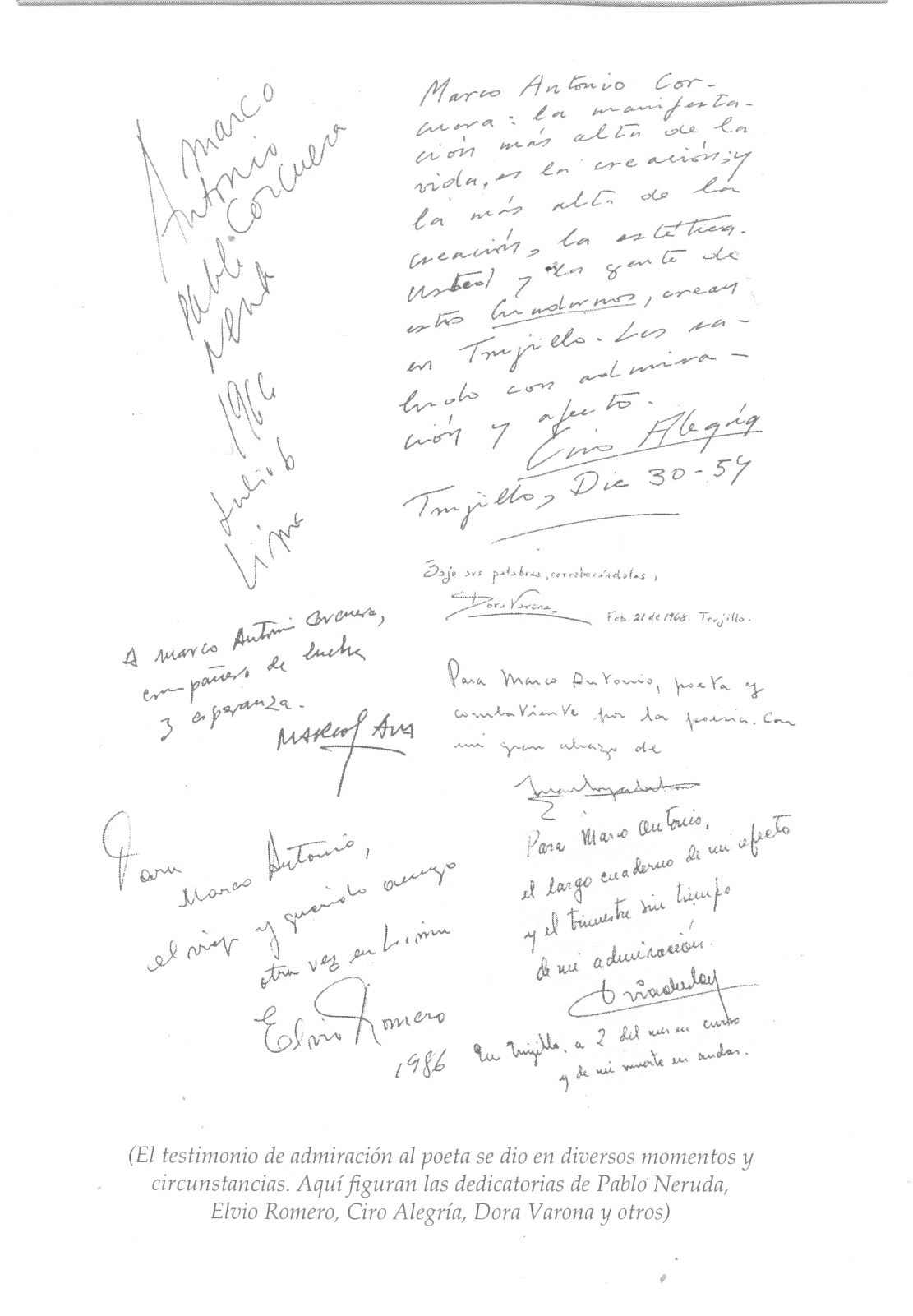
Dedicatorias a Marco Antonio Corcuera

### Poemarios
- Semilla en el paisaje (Cuadernos del Hontanar, de Javier Sologuren). Lima, 1961.
- Sendero junto al trino. Trujillo, 1979.
- La luz incorporada. Trujillo, 1980.
- Piedra y canto. Trujillo, 1980.
- Semilla en el paisaje. Lima, 1988.
- El poeta espera respuesta. Lima, 1988.
- Los aires del alhelí. Lima, 1988.
- El salmo herido. Trujillo, 1992.
- Sonetos transitivos. Trujillo, 1994.
- Halcones y torcazas. Lima, 2000.
- Alba de cosecha. Guayaquil, 2009. Edición póstuma.
- Identidad. Guayaquil, 2010. Edición póstuma.
- Estrella de cinco puntas. Trujillo, 2011. Edición póstuma.

### Cuentos
- La Maldición Burlada y otros Cuentos. Lima, 1988.
- Agua de tiempo. Trujillo, 1990.
- Los músicos de la aldea y otros cuentos infantiles / Alegoría primaveral. Guayaquil, 2010. Edición póstuma.
- «El Coronel Aniceto Hoyos» y otros cuentos. Guayaquil, 2010. Edición póstuma.

### Memorias, homenajes
- Siembra de Caminos (Memorias). Lima, 1998.
- Homenaje a Contumazá. Cajamarca, 2001.

### Antologías
- Poetas de la Libertad. Trujillo, 1992.
- Tala en el silencio. Lima, 2001.
- Tareas de la palabra. Guayaquil, 2010. Edición póstuma.

## Opiniones de los críticos

Marco Antonio Corcuera con Mario Vargas Llosa

«Tiene la poesía de Corcuera ternura, imaginación y energía. No es un poeta que se deje vencer por las palabras: las domina y las recrea. En toda su obra hay una singular mixtura de metafísica y misticismo: la poesía suele y debe ser así» (Luis Alberto Sánchez, 1980).
«Marco Antonio Corcuera, al igual que Mario Florián, demuestra una precoz maestría en el manejo de la técnica del verso. Pensamiento, expresiones elegantes y audaces. Tiene imágenes magníficamente logradas. Este poeta tiene un brillante porvenir» (Antenor Orrego, 1940).
«A Marco Antonio Corcuera, poeta de quien siempre se podrá decir poco en nombre de la poesía» (Javier Heraud, 1960).
«Para Marco Antonio, el largo cuaderno de mi afecto y el trimestre sin tiempo de mi admiración» (César Calvo, 1960).
«Aparte de las tareas de este desbordante agitador de la poesía, su propia obra es una límpida cantera cuya sencillez invita a leerlo y a recordarlo así como a escribir y a vivir como él en olor de poesía: como él mismo lo diría, con el corazón tendido como una baraja» (Eduardo González Viaña, 2010).
«Marco Antonio Corcuera es uno de los escritores más valiosos de la Generación del 50 en el Perú. Fino poeta, destacó también como un estupendo animador cultural. Todos los que amamos la literatura y lo conocimos, le tenemos inmensa gratitud» (Marco Martos, Presidente de la Academia Peruana de la Lengua, 2009).
«Para mi amigo el poeta Marco Antonio Corcuera, con el reconocimiento, el saludo y el agradecimiento de los poetas (por mí hablo, y por todos)» (Antonio Cisneros, 1966).

## Reconocimientos

Marco Antonio Corcuera con José Watanabe

- Diploma y medalla “Honor al mérito” por su labor poética, otorgado por La Casa del Poeta de Trujillo, en 1999.

- Diploma y medalla confiriéndole la distinción de Hijo Ilustre, por su valiosa producción literaria, otorgado por la Municipalidad de Cajamarca, en 2002.

- Es declarado  “Hijo Predilecto”, por el Concejo Provincial de Contumazá, en 2002.

- Resolución y medalla otorgándole la Gran Orden Chan Chan en el grado de Gran Oficial, porque a través de su obra y poesía ha contribuido enormemente en acrecentar el acervo cultural de nuestra nación, otorgada por Gobierno Regional de la Libertad, en 2003.

- Diploma y medalla en mérito a su invalorable aporte a las letras peruanas e iberoamericanas, otorgada por Instituto Nacional de Cultura, en 2004.

- Medalla de la Cultura Peruana (Generación del 50), otorgada por Instituto Nacional de Cultura, en 2004.

- Distinción honorífica de Segundo Grado “José Faustino Sánchez Carrión” y Medalla en reconocimiento a sus méritos literarios, entregada por Universidad Nacional de Trujillo, en 2005.[3]

- Medalla de la ciudad y Diploma de Honor como testimonio de reconocimiento del pueblo de Trujillo por su significativa contribución a favor del arte y cultura en Trujillo y el Perú, otorgados por la Municipalidad Provincial de Trujillo, en 2008.

- Condecoración de la Orden “Al Mérito por Servicios Distinguidos” en el Grado de Comendador, otorgada por Estado Peruano, de manos del Ministro de Relaciones Exteriores del Perú, José Antonio García Belaúnde, en 2009.